# Char D2
D2 (фр. Char de Bataille D2) — французский средний пехотный танк 1930-х годов. Модернизированный вариант танка D1, разработанный в 1934 году. За время серийного производства с 1936 по 1940 год было выпущено 100 экземпляров, в 2-х сериях — по 50 машин, в 1936-1937 и, соответственно, в 1939-1940 годах. Главным отличием машин 2-й серии стало установка новой башни APX4 и более мощной пушки SA35.
Во Второй мировой войне D2 ограниченно использовались при обороне Франции в 1940 году.
21 машина досталась в качестве трофеев немцам, которые недолго использовали D2 под наименованием Pz.Kpfw. D2 733(f). Один из французских трофейных танков, доставленных с Куммерсдорфского полигона, в мае 1945 года участвовал в обороне Берлинского рейхстага в качестве неподвижной огневой точки.

## Состоял на вооружении
- Франция
- Германия — 21 танк